# Nothocercus
Nothocercus é um gênero de ave da família Tinamidae.

## Espécies
- Nothocercus bonapartei (G. R. Gray, 1867)
- Nothocercus julius (Bonaparte, 1854)
- Nothocercus nigrocapillus (G. R. Gray, 1867)